# Primera fitna
La primera fitna o primera guerra islámica (656-661) fue una guerra civil  con repercusiones esenciales en el joven califato islámico. Se originó por las divergencias en cuanto a la muerte y sucesión del anterior califa Uthman. Significó la primera división religiosa de la Umma entre los que más tarde se denominarían suníes, chiíes y jariyíes.

## Causas

Región bajo el control del ortodoxo (Ali ibn Abi Talib)
Región bajo el control de Muawiya
Región bajo el control de Amr ibn al-As

Cuando a la muerte de Mahoma, Abu Bakr (padre de Aisha) fue designado para sucederlo a propuesta de Umar ibn al-Jattab, parte de los musulmanes se opusieron durante seis meses, argumentando que el profeta había designado ya en vida a Alí como sucesor.
Después fue consejero, así como también lo fue del siguiente califa, Umar,  sin tener ningún cargo excepto el de lugarteniente en Medina durante el viaje de Omar a Siria y Palestina.
Al llegar al califato Uthman (Uthman ibn Affan), Alí lo acusó varias veces de ignorar el Corán.
Asesinado Uthman, los omeyas huyeron de Medina y la oposición va a quedar dueña de la situación. Se le pidió a Alí que aceptara el califato, que supuestamente recibió el 18 de junio de 656 convirtiéndose así en el cuarto califa. Al ser aceptado el nombramiento por parte de algunas personas que habían participado en el asesinato de Uthman, fue acusado de participar en el crimen, especialmente por Muawiya, gobernador de Siria y omeya primo de Uthman.

## La batalla del Camello
La revuelta de Aisha, viuda de Mahoma, junto con sus parientes Talha (Talha ibn Ubayd-Alá) y Zubair (Az-Zubayr ibn Al-Awwam), que acusaban a Alí de no haber vengado la muerte del califa Uthman, obligó a Alí a combatir, iniciándose una guerra civil. Los tres jefes rebeldes con unos centenares de seguidores fueron a Irak, donde esperaban encontrar apoyo y dinero. Ocuparon Basora, pero Alí reunió tropas en Kufa y avanzó hacia Basora; hubo negociaciones, pero finalmente estalló la batalla conocida como la Batalla del Camello el 9 de diciembre del 656, en la que Talha y Az-Zubayr murieron y Aisha fue obligada a vivir en adelante en Medina.

## La batalla de Siffin

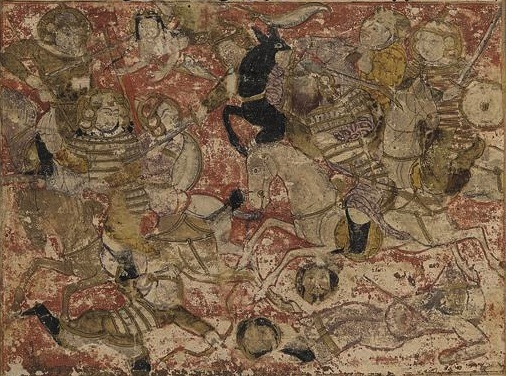
Batalla de siffin

Con la muerte de Talha y Zubayr en la batalla, el gobernador de Siria, Muawiya ibn Abi Sufyan, se alzó en rebeldía reclamando venganza para Uzmán (Uthman ibn Affan). Alí intentó hacer entrar en razón a Muawiya, miembro del clan de Uthman, los Banū Umayyah u omeyas. El gobernador de Siria exigió la liberación de los asesinos de Uthman para ejecutar la venganza establecida a favor de los parientes próximos por el Corán, sobre aquellos que mataban a alguien injustamente. Pero Alí declaró que la muerte de Uthman fue justa por sus arbitrariedades. Eso produjo la ruptura de forma que los dos grupos, con sus ejércitos, se concentraron en la llanura de Siffin y se produjeron luchas parciales pero en junio o julio del 657 se acordó una tregua; finalmente el combate se produjo el 28 de julio del 657. Muawiya llevaba la peor parte y ya habían muerto unos setenta mil hombres, cuando fue aconsejado por Amr ibn al-As de colgar folios del Corán en las lanzas de sus soldados, hecho que fue considerado como una invitación a resolver el conflicto consultando el libro sagrado; la cuestión fue sometida a arbitraje.

## Arbitraje
El nombramiento de árbitros recayó en agosto del 657 en Abu-Mussa al-Aishari por parte de Alí y en Amr ibn Al-As por parte de Muawiya. Se juzgaba si los actos de Uthman ibn Affan podían ser considerados arbitrarios y por tanto si su muerte era justa o no. Un arbitraje encargado a personas tenía mucha oposición porque algunos versículos encargaban este tipo de decisiones a Dios. Los que se opusieron al arbitraje en el bando de Alí se van a llamar haruritas porque se quedaron en Harura, cerca de Kufa. Alí convenció a una parte pero el resto, unidos a otros opositores de Basora, se reagruparon en An-Nahrawan y fueron llamados khawarij (jariyíes o cariyíes).
En febrero del 658 se debía anunciar el resultado del arbitraje en un lugar incierto entre Irak y Siria. Parece que en realidad hubo dos reuniones, una en Dumat al-Jafal en febrero del 658 y una posterior en Adhruh, entre Maan y Petra, en enero del 659. El veredicto del primer encuentro no se hizo público, aunque sí que se comunicó a ambas partes y, por lo que sabemos de los eventos posteriores, fue evidentemente desfavorable a Alí.

## La batalla de An-Nahrawn
Alí reunió tropas, llegó a Al-Anbar y se dirigió a An-Nahrawan (a doce millas de Bagdad) para destruir el primer foco de rebeldía de los jariyíes. Mientras Alí hacía eso, en julio del 658, Muawiya se apoderó de Egipto. Los cariyíes exigían a Alí que reconociera haber hecho un acto de impiedad (kufr) aceptando el arbitraje, pero Alí rehusó hacerlo; prometió el aman (perdón) a los que se rindieran y el 17 de julio del 658 se libró la batalla que en realidad – por la disparidad de las fuerzas en combate- fue una masacre, de la que Alí después se arrepintió. Entre los jariyíes muertos había muchos creyentes sinceros. Este hecho hizo que aumentaran más las diferencias que ya se había iniciado, hasta el punto de que Alí tuvo que regresar a Kufa renunciando a la campaña.

## Veredicto del arbitraje
En la reunión de Adhruh, en enero del 659, se hizo público el veredicto: Uthman ibn Affan había sido asesinado injustamente. Se sugirió la elección de un nuevo califa sin plantear ni siquiera la continuidad de Alí. Entonces los árbitros propusieron descartar para el califato a Alí ibn Abi Talib y a Muawiya y dejar la elección a una comisión, pero en la práctica, se dio apoyo a Muawiya, quien envió expediciones a Jorasán y a la parte oriental de las conquistas árabes islámicas, pero fueron rechazadas; una revuelta pro-omeya a favor de Muawiya, en Fars, fue reprimida por el gobernador, Ziyad ibn Abihi, que era fiel a Alí (659). En el 660 Medina y La Meca fueron ocupadas por el general omeya Buixr ibn Artat, que siguió avanzando hacia Yemen.

## La muerte de Alí
Un jariyí llamado Ibn Muljan, en venganza por la matanza de Nahrawan, hirió a Alí con una espada envenenada en la puerta de una mezquita en Kufa, residencia del califa, el 25 de enero del 661. Alí sobrevivió al ataque dos días más y murió a los 62 o 63 años. Fue enterrado en un lugar secreto que, en tiempos de Harún al-Rashid, fue identificado con un lugar cercano a Kufa donde se erigió un santuario que dio origen a la ciudad de Nayaf o An-Nayaf.
Como consecuencia, hay un desplazamiento territorial de poder desde Arabia a Siria. La Meca sólo se considera un centro espiritual.